# Mistrzostwa Europy w Boksie 1957
XII Mistrzostwa Europy w Boksie (mężczyzn) odbyły się w dniach 25 maja-2 czerwca 1957 w Pradze. Startowało 149 uczestników z 21 państw, w tym dziesięciu reprezentantów Polski.

## Medaliści

### Waga musza
| Złoto               | Srebro                  | Brąz                                     |
| ------------------- | ----------------------- | ---------------------------------------- |
| Manfred Homberg RFN | Mircea Dobrescu Rumunia | René Libeer Francja · Peter Davies Walia |

### Waga kogucia
| Złoto               | Srebro                      | Brąz                                      |
| ------------------- | --------------------------- | ----------------------------------------- |
| Oleg Grigorjew ZSRR | Gianfranco Piovesani Włochy | John Morrisey Szkocja · Peter Goschka RFN |

### Waga piórkowa
| Złoto                    | Srebro             | Brąz                                                |
| ------------------------ | ------------------ | --------------------------------------------------- |
| Dimityr Welinow Bułgaria | Mario Sitri Włochy | Kazimierz Boczarski Polska · Władimir Safronow ZSRR |

### Waga lekka
| Złoto                     | Srebro              | Brąz                                 |
| ------------------------- | ------------------- | ------------------------------------ |
| Kazimierz Paździor Polska | Olli Mäki Finlandia | Horst Herper RFN · John Kidd Szkocja |

### Waga lekkopółśrednia
| Złoto                     | Srebro                       | Brąz                                            |
| ------------------------- | ---------------------------- | ----------------------------------------------- |
| Wladimir Jengibarian ZSRR | Walter Ivanus Czechosłowacja | Zygmunt Milewski Polska · Ilja Lukić Jugosławia |

### Waga półśrednia
| Złoto             | Srebro                  | Brąz                                         |
| ----------------- | ----------------------- | -------------------------------------------- |
| Manfred Graus RFN | Leopold Potesil Austria | Jurij Gromow ZSRR · Frederick Tiedt Irlandia |

### Waga lekkośrednia
| Złoto                 | Srebro                 | Brąz                                |
| --------------------- | ---------------------- | ----------------------------------- |
| Nino Benvenuti Włochy | Tadeusz Walasek Polska | Rolf Caroli NRD · Iwan Sobolew ZSRR |

### Waga średnia
| Złoto                         | Srebro                           | Brąz                                    |
| ----------------------------- | -------------------------------- | --------------------------------------- |
| Zbigniew Pietrzykowski Polska | Dragoslav Jakovljević Jugosławia | Manfred Schönberg RFN · Paul Nickel NRD |

### Waga półciężka
| Złoto                   | Srebro                 | Brąz                                                  |
| ----------------------- | ---------------------- | ----------------------------------------------------- |
| Gheorghe Negrea Rumunia | Petar Stankow Bułgaria | Zdeněk Cipro Czechosłowacja · László Czabajszky Węgry |

### Waga ciężka
| Złoto                | Srebro                  | Brąz                                                     |
| -------------------- | ----------------------- | -------------------------------------------------------- |
| Andriej Abramow ZSRR | Vasile Mariuțan Rumunia | Branko Davidović Jugosławia · Josef Němec Czechosłowacja |

## Występy Polaków
- Henryk Kukier (waga musza) przegrał pierwszą walkę w eliminacjach z Peterem Daviesem (Walia)
- Jerzy Adamski (waga kogucia) wygrał w eliminacjach z Pálem Fekete (Węgry), a w ćwierćfinale przegrał z Gianfranco Piovesanim (Włochy)
- Kazimierz Boczarski (waga piórkowa) wygrał w eliminacjach z Mohamedem Ouldem (Francja),  w ćwierćfinale pokonał Bernharda Schröttera (NRD), a w półfinale przegrał z Mario Sitrim (Włochy) zdobywając brązowy medal
- Kazimierz Paździor (waga lekka) wygrał w eliminacjach z Anatolijem Łagietko (ZSRR), w ćwierćfinale z Slobodanem Viticiem (Jugosławia), w półfinale z Johnem Kiddem (Szkocja) i w finale z Ollim Mäkim (Finlandia) zdobywając złoty medal
- Zygmunt Milewski (waga lekkopółśrednia) wygrał w eliminacjach z Hermannem Scheregardusem (Holandia), w ćwierćfinale z Pietro Puccim (Włochy), a w półfinale przegrał z Wladimirem Jengibarianem (ZSRR) zdobywając brązowy medal
- Tadeusz Nowakowski (waga półśrednia) przegrał pierwszą walkę w  eliminacjach z Mihaiem Stoianem (Rumunia)
- Tadeusz Walasek (waga lekkośrednia) wygrał w eliminacjach z Ulrichem Kienastem (RFN), w ćwierćfinale z Johnem Cunninghamem (Anglia), w półfinale z Iwanem Sobolewem (ZSRR), a w finale przegrał z Nino Benvenutim (Włochy) zdobywając srebrny medal
- Zbigniew Pietrzykowski (waga średnia) wygrał w ćwierćfinale z Josefem Kuchtą (Czechosłowacja), w półfinale z Paulem Nickelem (NRD) i w finale z Dragoslavem Jakovljeviciem (Jugosławia) zdobywając złoty medal
- Andrzej Wojciechowski (waga półciężka) wygrał w eliminacjach z Romualdasem Murauskasem (ZSRR), a w ćwierćfinale przegrał z Gheorghe Negreą (Rumunia)
- Ryszard Mańka (waga ciężka) wygrał w eliminacjach z László Bene (Węgry), a w ćwierćfinale przegrał z Josefem Němcem (Czechosłowacja)